# Steppa della Fame
La steppa della Fame (in kazako Мырзашөл?, Myrzashөl; in uzbeco Мирзачўл?, Mirzacho'l; in russo Голодная степь?, Golodnaja step') è una distesa stepposa situata all'estremità occidentale della valle di Fergana, sulla riva sinistra del Syr Darya. Il suo territorio ricade prevalentemente nella parte orientale dell'Uzbekistan, nella regione di Sirdaryo, ma comprende anche zone limitrofe di Kazakistan (regione di Turkistan) e Tagikistan (distretto di Zafarobod della regione di Suƣd).

## Geografia
La steppa della Fame ricopre una superficie di circa 10.000 km² ed ha un'altitudine compresa tra i 230 ed i 385 m. È situata su tre terrazze del Syr Darya, costituite da una sorta di limo sabbioso simile al löss e, nella parte meridionale, dai depositi proluviali lasciati dai torrenti temporanei che scendono dalle montagne. A sud è delimitata dalle colline pedemontane e dai contrafforti della catena del Turkestan. A nord e a nord-ovest si perde nelle sabbie del deserto del Kizilkum e si interrompe bruscamente sulle sponde del Syr Darya con scarpate che misurano 6-20 m di altezza.
Il clima è rigorosamente continentale. La temperatura media di luglio è di 27,9 °C, mentre quella di gennaio è di 2,1 °C. Nella parte orientale cadono ogni anno circa 240 mm di pioggia, prevalentemente in primavera. Le acque trasportate dai fiumi provenienti dalla catena del Turkestan, il Sanzar e lo Zaaminsu, vengono utilizzate per l'irrigazione. La falda acquifera si trova a poca profondità dalla superficie.
Il suolo della steppa è per lo più grigio chiaro e salino, con zone formate da solonchak. La vegetazione è composta da specie psammofile e alofile. In primavera, nelle aree non dissodate, fanno la loro comparsa vari tipi di erbe (specialmente dei generi Carex e Poa). In maggio queste specie appassiscono e rimangono solamente alcuni rappresentanti dei generi Alhagi, Artemisia e Salsola.

## Storia
La prima bonifica della steppa della Fame risale alla fine del XIX secolo. La costruzione dei canali di irrigazione ebbe inizio già prima della prima guerra mondiale. Un decreto del Consiglio dei commissari del popolo del 17 maggio 1918, Sull'organizzazione dell'irrigazione del Turkestan, prevedeva l'irrigazione di una superficie di 500.000 desiatine (545.000 ettari) nella steppa della Fame.
Durante gli anni del consolidamento del socialismo la steppa subì un cambiamento radicale. Con la ricostruzione del canale settentrionale S. M. Kirov, del canale Centrale, del canale della Steppa della Fame Meridionale e di altri alvei artificiali, la steppa si trasformò (specialmente negli anni '50 e '60) in una vasta distesa di piantagioni di cotone dalla superficie di circa 800.000 ettari. L'espansione del sistema di irrigazione sta tuttora procedendo con l'utilizzo dei più moderni metodi di costruzione idraulica. Grazie alla messa a coltura della regione, nella steppa sorsero 30 nuovi sovkhoz, oltre ad alcune città (Gulistan e Yangiariq) e ad altri insediamenti.